# Ottorino Celli
Ottorino Celli (1890, Roma, Itália - ) é um ciclista profissional italiano. Atuou entre os anos de 1909 e 1912

## Giro d'Italia
Terminou em nono lugar da classificação geral no Giro d'Italia de 1909. Participou, mas abandonou a prova nos dois anos seguintes.